# Нурово (Витебская область)
Нурово (бел. Ну́рава, пол. Nurawa) — агрогородок в Верхнедвинском районе Витебской области Беларуси. Входит в состав Борковичского сельсовета.

## География
Расположен на Западной Двине в 2 км на север от города Дисна, примерно в 40 км к юго-востоку от Верхнедвинска и в 149 км от Витебска.

## История

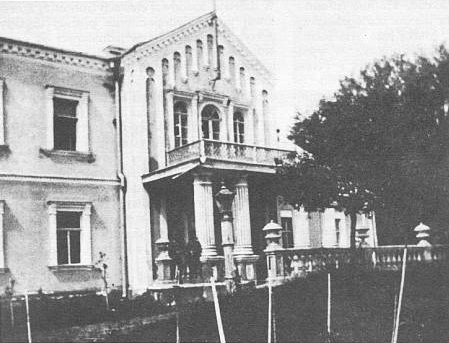
Каменка — усадьба Сулистровских, 1914

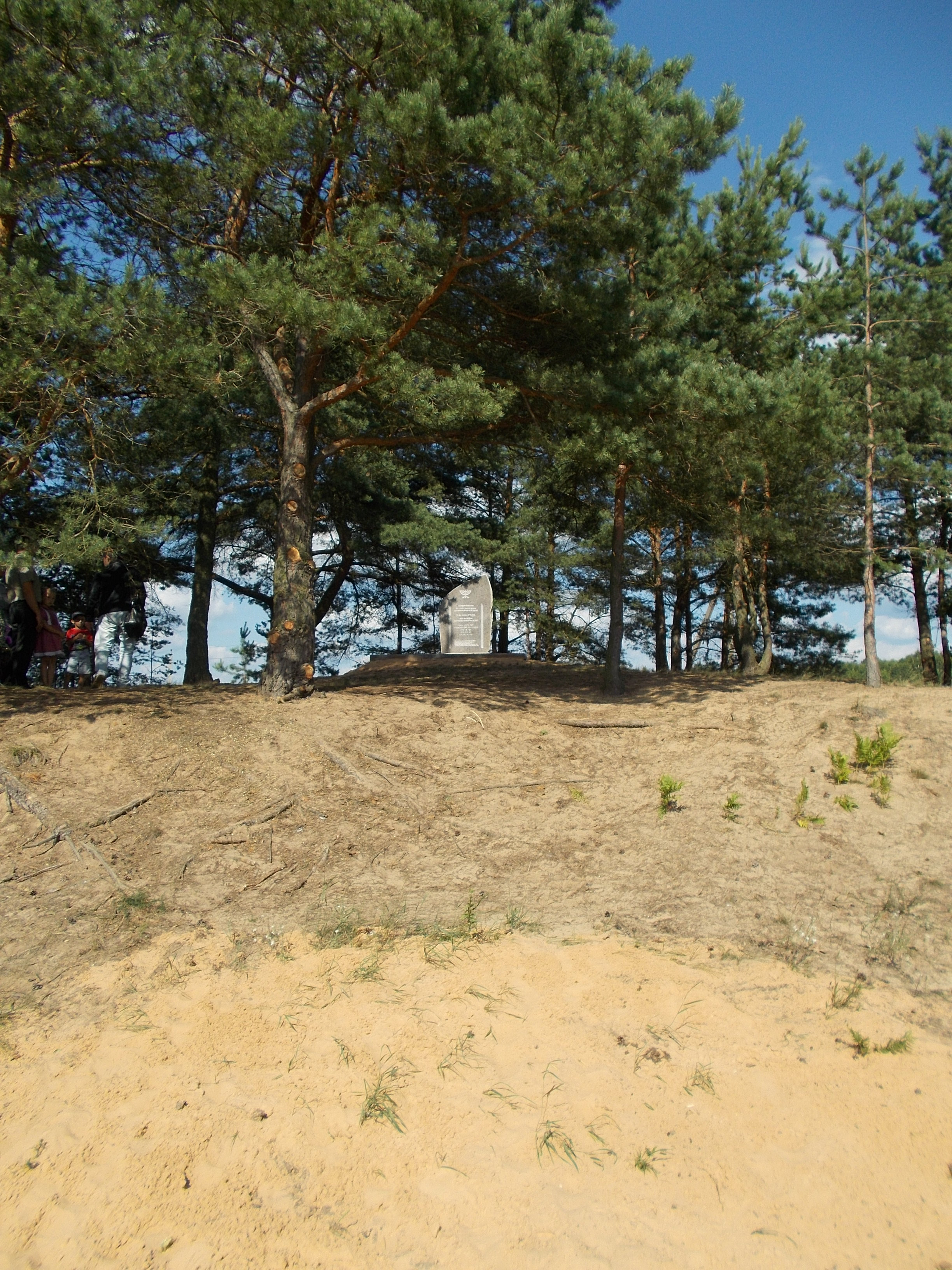
Памятник на месте убийства нацистами более 80 евреев в 1942 году

До 1772 году земли нынешнего Нурово относились к Полоцкому воеводству Речи Посполитой. Затем, после Первого раздела Польши отошли к Российской империи и вошли в состав возникшего тогда Дрисенского уезда Псковской губернии с центром в городе Дриса (нынешний Верхнедвинск). В 1776 году уезд и его земли были переданы в Полоцкую губернию (с 1778 — наместничество). В 1796 году уезд был упразднён, а в 1802 восстановлен в составе Витебской губернии.
Согласно описанию в Географическом словаре Царства Польского и данных географических карт, на месте земель нынешнего агрогородка в XIX веке располагались владения Сулистровских и находилась их усадьба Каменка (пол. Kamionka).
После революции, Гражданской войны и войны с Польшей граница с Польшей была установлена по Двине и деревня Нурово осталась на советской территории. С 1991 года — в составе Республики Беларусь.
В 2009 году деревня Нурово преобразована в агрогородок.

## Население
| 2000          | 2009   | 2019   | 2021   |
| ------------- | ------ | ------ | ------ |
| 414 152 двора | ➘366 - | ➘301 - | ➘121 - |

## Достопримечательность
- Памятник землякам, погибшим в [[Великая Отечественная война|Великой Отечественной войне]